# Жији сир Изер
Жији сир Изер (фр. Gilly-sur-Isère) насеље је и општина у источној Француској у региону Рона-Алпи, у департману Савоја која припада префектури Албервил.
По подацима из 2011. године у општини је живело 2857 становника, а густина насељености је износила 406,4 становника/km². Општина се простире на површини од 7,03 km². Налази се на средњој надморској висини од 331 метар (максималној 444 m, а минималној 318 m).

## Демографија
| 1962. | 1968. | 1975. | 1982. | 1990. | 1999. | 2011. |
| ----- | ----- | ----- | ----- | ----- | ----- | ----- |
| 834   | 1.008 | 1.349 | 1.829 | 2.320 | 2.457 | 2.857 |

График промене броја становника у току последњих година